# Emerson Chamorro
Emerson Chamorro (Medellín, Antioquia, Colombia; 6 de mayo de 1976) es un exfutbolista colombiano. Jugaba como volante mixto y se retiró en el Atlético Bucaramanga de Colombia. 

## Clubes
| Club                   | País     | Año         |
| ---------------------- | -------- | ----------- |
| Independiente Santa Fe | Colombia | 1995 - 1996 |
| Atlético Bucaramanga   | Colombia | 1996 - 2003 |
| Bajo Cauca             | Colombia | 2004        |
| Atlético Bucaramanga   | Colombia | 2004 - 2007 |
| Leones F. C.           | Colombia | 2008        |
| Real Cartagena         | Colombia | 2009 - 2010 |
| Itagüí Ditaires        | Colombia | 2010 - 2012 |
| Real Cartagena         | Colombia | 2012        |
| Atlético Bucaramanga   | Colombia | 2013        |

## Palmarés

### Campeonatos nacionales
| Título    | Club            | País     | Año  |
| --------- | --------------- | -------- | ---- |
| Primera B | Itagüí Ditaires | Colombia | 2010 |

- Datos: Q5830722